# Troisième district congressionnel de l'État de Washington
Le 3e district congressionnel de Washington englobe la partie la plus méridionale de l'ouest de Washington. Il comprend les comtés de Lewis, Pacific, Wahkiakum, Cowlitz, Clark et Skamania, ainsi qu'une petite partie du sud du Comté de Thurston.
Le quartier est représenté par la Démocrate Marie Gluesenkamp Perez. C'était l'une des cinq circonscriptions qui auraient voté pour Donald Trump lors de l'élection présidentielle de 2020 si elles avaient existé dans leur configuration actuelle tout en ayant été remportées ou détenues par un démocrate en 2022.

## Histoire
Créé après le recensement de 1900, le district était représenté par les démocrates pendant la majeure partie de la seconde moitié du XXe siècle, jusqu'à ce que Jolene Unsoeld soit vaincue par la Républicaine Linda Smith dans le cadre de la Révolution républicaine de 1994. Smith a pris sa retraite après deux mandats et a été remplacée par le Démocrate Brian Baird. Baird a annoncé qu'il ne se présenterait pas aux élections de 2010, la Républicaine Jaime Herrera Beutler ayant remporté le siège, lors des élections générales, contre le Représentant Démocrate d'État, Denny Heck, qui a ensuite été élu dans le 10e district congressionnel de Washington. Herrera Beutler a conservé son siège face au démocrate Jon T. Haugen en 2012. En 2014, elle a battu le candidat Démocrate Bob Dingethal.
Aux élections présidentielles, le 3e district est plutôt compétitif. C’est la seule partie de l’ouest de Washington à ne pas avoir fortement penché en faveur des démocrates dans les années 1990, et c’est l’un des rares districts de la région qui ne peut être considéré comme sûr pour aucun des deux partis. Il abrite le Comté de Lewis, de loin le comté le plus conservateur de l’ouest de l’État de Washington. De plus, la majeure partie du district est située sur le marché de Portland, dans l'Oregon ; les modes de vote y sont quelque peu différents de ceux des zones plus proches de Seattle. George W. Bush a remporté la circonscription de justesse en 2000 avec 48 % des voix, puis de nouveau en 2004 avec 50 %. La circonscription est devenue démocrate en 2008, donnant à Barack Obama 52 % des voix et 46 % à John McCain. Cependant, le redécoupage (voir ci-dessous) a étendu le district plus à l'est et l'a rendu légèrement plus républicain que son prédécesseur. Si les limites actuelles avaient été en vigueur lors des élections de 2008, Obama n'aurait battu McCain que par 50,9 % contre 47,1 %. En 2012, il a donné à Mitt Romney 49,6 % contre 47,9 % à Obama. Lors de l'élection présidentielle de 2016, le candidat Républicain Donald Trump a remporté la circonscription avec 49,9 % contre 42,5 % pour Hillary Clinton. Trump a remporté tous les comtés du district, à l'exception du Comté de Clark, qu'il a perdu par seulement 316 voix sur plus de deux cent mille, y compris trois comtés (Pacifique, Wahkiakum et Cowlitz) qui ont voté pour Walter Mondale en 1984. En 2020, Trump a gagné le district 50,6 % contre 46,9 % pour Joe Biden ; cependant, la députée républicaine sortante, Jaime Herrera Beutler, a largement battu le Représentant sortant, remportant le district avec une marge de 13 %.

### Redécoupage de 2010
La Commission de redécoupage de l'État de Washington est chargée d'ajuster les limites des circonscriptions parlementaires et législatives après chaque recensement décennal. Compte tenu de la croissance de l'État de Washington au cours de la décennie précédente, Washington a gagné une circonscription supplémentaire pour le 113e Congrès. Le 3e district devait perdre 106 894 habitants lors du processus de redécoupage afin d'atteindre la nouvelle population idéale de 672 454 habitants. Le 13 septembre 2011, les quatre commissaires votants de la Commission de redécoupage ont soumis des projets de propositions pour la carte congressionnelle. Les quatre projets de propositions ont laissé l'intégralité des comtés de Lewis, Wahkiakum, Cowlitz et Clark, ainsi que la totalité ou la majeure partie du Comté de Skamania dans le 3e district. De plus, chaque proposition ajoutait une population d'un ou plusieurs comtés du Pacific, Thurston, Pierce ou Klickitat,,,.
La carte finale approuvée pour le 3e district comprenait l'intégralité des comtés de Klickitat, Skamania, Clark, Cowlitz, Wahkiakum, Pacific et Lewis, avec la partie extrême sud du Comté de Thurston au sud de l'autoroute 12, de la route 507 de l'État de Washington et de Vail Cut Off Road.

### Redécoupage de 2020
À la suite du recensement de 2020, le 3e district a été légèrement modifié lors du redécoupage, perdant le Comté de Klickitat au profit du 4e district et gagnant une petite partie supplémentaire du Comté de Thurston du 10e district. Le nouveau 3e district s'est montré légèrement plus favorable aux républicains, votant pour Trump en 2020 avec une marge de 4,2 %, contre 3,7 % pour l'ancienne circonscription. Malgré cela, la challenger démocrate Marie Gluesenkamp Pérez a battu le candidat républicain Joe Kent par 2 629 voix en 2022. C’était l’une des cinq circonscriptions qui auraient voté pour Donald Trump à l’élection présidentielle de 2020 si elles avaient existé dans leur configuration actuelle tout en ayant été remportées ou détenues par un démocrate en 2022.

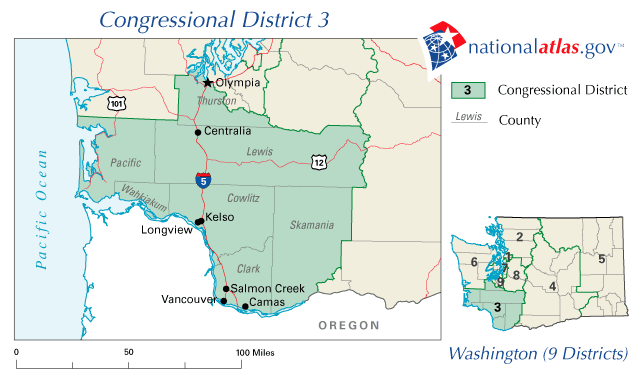
Le district de 2003 à 2013

## Historique de vote
| Année | Poste     | Résultats                  |
| ----- | --------- | -------------------------- |
| 1952  | Président | Eisenhower 54,0 % - 46,0 % |
| 1956  | Président | Eisenhower 52,0 % - 48,0 % |
| 1960  | Président | Kennedy 50,0 % - 50,0 %    |
| 1964  | Président | Johnson 70,0 % - 30,0 %    |
| 1968  | Président | Humphrey 52,0 % - 42,0 %   |
| 1972  | Président | Nixon 58,0 % - 42,0 %      |
| 1976  | Président | Carter 50,0 % - 46,0 %     |
| 1980  | Président | Reagan 50,0 % - 38,0 %     |
| 1984  | Président | Reagan 53,0 % - 45,0 %     |
| 1988  | Président | Dukakis 51,0 % - 47,0 %    |
| 1992  | Président | Clinton 42,0 % - 33,0 %    |
| 1996  | Président | Clinton 49,0 % - 38,0 %    |
| 2000  | Président | Bush 48,0 % - 47,0 %       |
| 2004  | Président | Bush 50,0 % - 48,0 %       |
| 2008  | Président | Obama 52,0 % - 46,0 %      |
| 2012  | Président | Romney 50,0 % - 48,0 %     |
| 2016  | Président | Trump 50,0 % - 43,0 %      |
| 2020  | Président | Trump 51,0 % - 47,0 %      |

## Liste des Représentants des districts
| Membre                          | Parti       | Années                             | Congrès     | Histoire électorale | Zone géographique |
| ------------------------------- | ----------- | ---------------------------------- | ----------- | --- | ----------------- |
| District établit le 4 mars 1909 |             |                                    |             | |                   |
| Miles Poindexter (en)           | Républicain | 4 mars 1909 - 3 mars 1911          | 61e         | Élu en 1908. Retrait pour se présenter comme Sénateur des États-Unis. |                   |
| William La Follette (en)        | Républicain | 4 mars 1911 - 3 mars 1915          | 62e , 63e   | Élu en 1910. Réélu en 1912. Redécoupage vers le 4e district. |                   |
| Albert Johnson (en)             | Républicain | 4 mars 1915 - 3 mars 1933          | 64e - 72e   | Redécoupage depuis le 2e district et réélu en 1914. Réélu en 1916. Réélu en 1918. Réélu en 1920. Réélu en 1922. Réélu en 1924. Réélu en 1926. Réélu en 1928. Réélu en 1930. Perd sa réélection. |                   |
| Martin F. Smith (en)            | Démocrate   | 4 mars 1933 - 3 janvier 1943       | 73e - 77e   | Élu en 1932. Réélu en 1934. Réélu en 1936. Réélu en 1938. Réélu en 1940. Perd sa réélection. |                   |
| Fred B. Norman (en)             | Républicain | 3 janvier 1943 - 3 janvier 1945    | 78e         | Élu en 1942. Perd sa réélection. |                   |
| Charles R. Savage (en)          | Démocrate   | 3 janvier 1945 - 3 janvier 1947    | 79e         | Élu en 1944. Perd sa réélection. |                   |
| Fred B. Norman (en)             | Républicain | 3 janvier 1947 - 18 avril 1947     | 80e         | Élu en 1946. Décès. |                   |
| Vacant                          | Vacant      | 18 avril 1947 - 7 juillet 1947     | 80e         | |                   |
| Russell V. Mack (en)            | Républicain | 7 juillet 1947 - 23 mars 1960      | 80e - 86e   | Élu pour terminer le mandat de Norman. Réélu en 1948. Réélu en 1950. Réélu en 1952. Réélu en 1954. Réélu en 1956. Réélu en 1958. Décès.                                                         |                   |
| Vacant                          | Vacant      | 28 mars 1960 - 8 novembre 1960     | 86e         | |                   |
| Julia Butler Hansen (en)        | Démocrate   | 8 novembre 1960 - 31 décembre 1974 | 86e - 93e   | Élue pour terminer le mandat de Mack. Réélue en 1962. Réélue en 1964. Réélue en 1966. Réélue en 1968. Réélue en 1970. Réélue en 1972. Retrait et démissionne.                                   |                   |
| Vacant                          | Vacant      | 31 décembre 1974 - 3 janvier 1975  | 93e         | |                   |
| Don Bonker (en)                 | Démocrate   | 3 janvier 1975 - 3 janvier 1989    | 94e - 100e  | Élu en 1974. Réélu en 1976. Réélu en 1978. Réélu en 1980. Réélu en 1982. Réélu en 1984. Réélu en 1986. Retrait.                                                                                 |                   |
| Jolene Unsoeld (en)             | Démocrate   | 3 janvier 1989 - 3 janvier 1995    | 101e - 103e | Élue en 1988. Réélue en 1990. Réélue en 1992. Perd sa réélection. |                   |
| Linda Smith (en)                | Républicain | 3 janvier 1995 - 3 janvier 1999    | 104e , 105e | Élue en 1994. Réélue en 1996. Retrait pour se présenter comme Sénateur des États-Unis. |                   |
| Brian Baird (en)                | Démocrate   | 3 janvier 1999 - 3 janvier 2011    | 106e - 111e | Élu en 1998. Réélu en 2000. Réélu en 2002. Réélu en 2004. Réélu en 2006. Réélu en 2008. Retrait.                                                                                                |                   |
| Brian Baird (en)                | Démocrate   | 3 janvier 1999 - 3 janvier 2011    | 106e - 111e | Élu en 1998. Réélu en 2000. Réélu en 2002. Réélu en 2004. Réélu en 2006. Réélu en 2008. Retrait.                                                                                                | 2003–2013         |
| Jaime Herrera Beutler           | Républicain | 3 janvier 2011 - 3 janvier 2023    | 112e - 117e | Élue en 2010. Réélue en 2012. Réélue en 2014. Réélue en 2016. Réélue en 2018. Réélue en 2020. Perd sa renomination.                                                                             |                   |
| Jaime Herrera Beutler           | Républicain | 3 janvier 2011 - 3 janvier 2023    | 112e - 117e | Élue en 2010. Réélue en 2012. Réélue en 2014. Réélue en 2016. Réélue en 2018. Réélue en 2020. Perd sa renomination.                                                                             | 2013–2023         |
| Marie Gluesenkamp Perez         | Démocrate   | 3 janvier 2023 - Présent           | 118e        | Élue en 2022. | 2023–Présent      |

## Résultats des récentes élections
Voici les résultats des dix précédents cycles électoraux dans le district.

### 2004
| Élection de 2004 du 3e district congressionnel de Washington | Élection de 2004 du 3e district congressionnel de Washington | Élection de 2004 du 3e district congressionnel de Washington | Élection de 2004 du 3e district congressionnel de Washington | Élection de 2004 du 3e district congressionnel de Washington |
| ------------------------------------------------------------ | ------------------------------------------------------------ | ------------------------------------------------------------ | ------------------------------------------------------------ | ------------------------------------------------------------ |
| Parti                                                        | Parti                                                        | Candidat                                                     | Votes                                                        | %                                                            |
|                                                              | Démocrate                                                    | Brian Baird (en) (sortant)                                   | 193 626                                                      | 61,9                                                         |
|                                                              | Républicain                                                  | Thomas A. Crowson                                            | 119 027                                                      | 38,1                                                         |
| Total des votes                                              | Total des votes                                              | Total des votes                                              | 312 653                                                      | 100 %                                                        |
|                                                              | Les Démocrates conservent                                    |                                                              |                                                              |                                                              |

### 2006
| Élection de 2006 du 3e district congressionnel de Washington | Élection de 2006 du 3e district congressionnel de Washington | Élection de 2006 du 3e district congressionnel de Washington | Élection de 2006 du 3e district congressionnel de Washington | Élection de 2006 du 3e district congressionnel de Washington |
| ------------------------------------------------------------ | ------------------------------------------------------------ | ------------------------------------------------------------ | ------------------------------------------------------------ | ------------------------------------------------------------ |
| Parti                                                        | Parti                                                        | Candidat                                                     | Votes                                                        | %                                                            |
|                                                              | Démocrate                                                    | Brian Baird (en) (sortant)                                   | 147 065                                                      | 63,1                                                         |
|                                                              | Républicain                                                  | Michael Messmore                                             | 85 915                                                       | 36,9                                                         |
| Total des votes                                              | Total des votes                                              | Total des votes                                              | 232 980                                                      | 100 %                                                        |
|                                                              | Les Démocrates conservent                                    |                                                              |                                                              |                                                              |

### 2008
| Élection de 2008 du 3e district congressionnel de Washington | Élection de 2008 du 3e district congressionnel de Washington | Élection de 2008 du 3e district congressionnel de Washington | Élection de 2008 du 3e district congressionnel de Washington | Élection de 2008 du 3e district congressionnel de Washington |
| ------------------------------------------------------------ | ------------------------------------------------------------ | ------------------------------------------------------------ | ------------------------------------------------------------ | ------------------------------------------------------------ |
| Parti                                                        | Parti                                                        | Candidat                                                     | Votes                                                        | %                                                            |
|                                                              | Démocrate                                                    | Brian Baird (en) (sortant)                                   | 216 701                                                      | 64,0                                                         |
|                                                              | Républicain                                                  | Michael Delavar                                              | 121 828                                                      | 36,0                                                         |
| Total des votes                                              | Total des votes                                              | Total des votes                                              | 338 529                                                      | 100 %                                                        |
|                                                              | Les Démocrates conservent                                    |                                                              |                                                              |                                                              |

### 2010
| Élection de 2010 du 3e district congressionnel de Washington | Élection de 2010 du 3e district congressionnel de Washington | Élection de 2010 du 3e district congressionnel de Washington | Élection de 2010 du 3e district congressionnel de Washington | Élection de 2010 du 3e district congressionnel de Washington |
| ------------------------------------------------------------ | ------------------------------------------------------------ | ------------------------------------------------------------ | ------------------------------------------------------------ | ------------------------------------------------------------ |
| Parti                                                        | Parti                                                        | Candidat                                                     | Votes                                                        | %                                                            |
|                                                              | Républicain                                                  | Jaime Herrera Butler                                         | 152 799                                                      | 53,0                                                         |
|                                                              | Démocrate                                                    | Denny Heck                                                   | 135 654                                                      | 47,0                                                         |
|                                                              | No Party                                                     | Autres                                                       | 348                                                          | 0,12                                                         |
| Total des votes                                              | Total des votes                                              | Total des votes                                              | 288 453                                                      | 100 %                                                        |
|                                                              | Les Républicains prennent aux Démocrates                     |                                                              |                                                              |                                                              |

### 2012
| Élection de 2012 du 3e district congressionnel de Washington | Élection de 2012 du 3e district congressionnel de Washington | Élection de 2012 du 3e district congressionnel de Washington | Élection de 2012 du 3e district congressionnel de Washington | Élection de 2012 du 3e district congressionnel de Washington |
| ------------------------------------------------------------ | ------------------------------------------------------------ | ------------------------------------------------------------ | ------------------------------------------------------------ | ------------------------------------------------------------ |
| Parti                                                        | Parti                                                        | Candidat                                                     | Votes                                                        | %                                                            |
|                                                              | Républicain                                                  | Jaime Herrera Butler (sortante)                              | 177 446                                                      | 60,4                                                         |
|                                                              | Démocrate                                                    | Jon T. Haugen                                                | 116 438                                                      | 39,6                                                         |
| Total des votes                                              | Total des votes                                              | Total des votes                                              | 293 884                                                      | 100 %                                                        |
|                                                              | Les Républicains conservent                                  |                                                              |                                                              |                                                              |

### 2014
| Élection de 2014 du 3e district congressionnel de Washington | Élection de 2014 du 3e district congressionnel de Washington | Élection de 2014 du 3e district congressionnel de Washington | Élection de 2014 du 3e district congressionnel de Washington | Élection de 2014 du 3e district congressionnel de Washington |
| ------------------------------------------------------------ | ------------------------------------------------------------ | ------------------------------------------------------------ | ------------------------------------------------------------ | ------------------------------------------------------------ |
| Parti                                                        | Parti                                                        | Candidat                                                     | Votes                                                        | %                                                            |
|                                                              | Républicain                                                  | Jaime Herrera Butler (sortante)                              | 124 796                                                      | 61,5                                                         |
|                                                              | Démocrate                                                    | Bob Dingethal                                                | 78 018                                                       | 38,5                                                         |
| Total des votes                                              | Total des votes                                              | Total des votes                                              | 202 814                                                      | 100 %                                                        |
|                                                              | Les Républicains conservent                                  |                                                              |                                                              |                                                              |

### 2016
| Élection de 2016 du 3e district congressionnel de Washington | Élection de 2016 du 3e district congressionnel de Washington | Élection de 2016 du 3e district congressionnel de Washington | Élection de 2016 du 3e district congressionnel de Washington | Élection de 2016 du 3e district congressionnel de Washington |
| ------------------------------------------------------------ | ------------------------------------------------------------ | ------------------------------------------------------------ | ------------------------------------------------------------ | ------------------------------------------------------------ |
| Parti                                                        | Parti                                                        | Candidat                                                     | Votes                                                        | %                                                            |
|                                                              | Républicain                                                  | Jaime Herrera Butler (sortante)                              | 193 457                                                      | 61,8                                                         |
|                                                              | Démocrate                                                    | Jim Moeller                                                  | 119 820                                                      | 38,2                                                         |
| Total des votes                                              | Total des votes                                              | Total des votes                                              | 313 277                                                      | 100 %                                                        |
|                                                              | Les Républicains conservent                                  |                                                              |                                                              |                                                              |

### 2018
| Élection de 2018 du 3e district congressionnel de Washington | Élection de 2018 du 3e district congressionnel de Washington | Élection de 2018 du 3e district congressionnel de Washington | Élection de 2018 du 3e district congressionnel de Washington | Élection de 2018 du 3e district congressionnel de Washington |
| ------------------------------------------------------------ | ------------------------------------------------------------ | ------------------------------------------------------------ | ------------------------------------------------------------ | ------------------------------------------------------------ |
| Parti                                                        | Parti                                                        | Candidat                                                     | Votes                                                        | %                                                            |
|                                                              | Républicain                                                  | Jaime Herrera Butler (sortante)                              | 161 819                                                      | 52,7                                                         |
|                                                              | Démocrate                                                    | Carolyn Long                                                 | 145 407                                                      | 47,3                                                         |
| Total des votes                                              | Total des votes                                              | Total des votes                                              | 307 226                                                      | 100 %                                                        |
|                                                              | Les Républicains conservent                                  |                                                              |                                                              |                                                              |

### 2020
| Élection de 2020 du 3e district congressionnel de Washington | Élection de 2020 du 3e district congressionnel de Washington | Élection de 2020 du 3e district congressionnel de Washington | Élection de 2020 du 3e district congressionnel de Washington | Élection de 2020 du 3e district congressionnel de Washington |
| ------------------------------------------------------------ | ------------------------------------------------------------ | ------------------------------------------------------------ | ------------------------------------------------------------ | ------------------------------------------------------------ |
| Parti                                                        | Parti                                                        | Candidat                                                     | Votes                                                        | %                                                            |
|                                                              | Républicain                                                  | Jaime Herrera Butler (sortante)                              | 235 579                                                      | 56,4                                                         |
|                                                              | Démocrate                                                    | Carolyn Long                                                 | 181 347                                                      | 43,4                                                         |
|                                                              | Write-In                                                     | Write-In                                                     | 977                                                          | 0,2                                                          |
| Total des votes                                              | Total des votes                                              | Total des votes                                              | 417 903                                                      | 100 %                                                        |
|                                                              | Les Républicains conservent                                  |                                                              |                                                              |                                                              |

### 2022
| Primaire Non-Partisane de 2022 du 3e district congressionnel de Washington | Primaire Non-Partisane de 2022 du 3e district congressionnel de Washington | Primaire Non-Partisane de 2022 du 3e district congressionnel de Washington | Primaire Non-Partisane de 2022 du 3e district congressionnel de Washington | Primaire Non-Partisane de 2022 du 3e district congressionnel de Washington |
| -------------------------------------------------------------------------- | -------------------------------------------------------------------------- | -------------------------------------------------------------------------- | -------------------------------------------------------------------------- | -------------------------------------------------------------------------- |
| Parti                                                                      | Parti                                                                      | Candidat                                                                   | Votes                                                                      | %                                                                          |
|                                                                            | Démocrate                                                                  | Marie Gluesenkamp Perez                                                    | 68 190                                                                     | 31,0                                                                       |
|                                                                            | Républicain                                                                | Joe Kent                                                                   | 50 097                                                                     | 22,8                                                                       |
|                                                                            | Républicain                                                                | Jaime Herrera Butler (sortante)                                            | 49 001                                                                     | 22,3                                                                       |
|                                                                            | Républicain                                                                | Heidi St. John                                                             | 35 219                                                                     | 16,0                                                                       |
|                                                                            | Républicain                                                                | Vicki Kraft                                                                | 7 033                                                                      | 3,2                                                                        |
|                                                                            | Démocrate                                                                  | Davy Ray                                                                   | 4 870                                                                      | 2,2                                                                        |
|                                                                            | Indépendant                                                                | Chris Byrd                                                                 | 3 817                                                                      | 1,7                                                                        |
|                                                                            | Républicain                                                                | Leslie French                                                              | 1 100                                                                      | 0,5                                                                        |
|                                                                            | Indépendant                                                                | Oliver Black                                                               | 456                                                                        | 0,2                                                                        |

| Élection de 2022 du 3e district congressionnel de Washington | Élection de 2022 du 3e district congressionnel de Washington | Élection de 2022 du 3e district congressionnel de Washington | Élection de 2022 du 3e district congressionnel de Washington | Élection de 2022 du 3e district congressionnel de Washington |
| ------------------------------------------------------------ | ------------------------------------------------------------ | ------------------------------------------------------------ | ------------------------------------------------------------ | ------------------------------------------------------------ |
| Parti                                                        | Parti                                                        | Candidat                                                     | Votes                                                        | %                                                            |
|                                                              | Démocrate                                                    | Marie Gluesenkamp Perez                                      | 160 314                                                      | 50,1                                                         |
|                                                              | Républicain                                                  | Joe Kent                                                     | 157 685                                                      | 49,3                                                         |
|                                                              | Write-In                                                     | Write-In                                                     | 1 760                                                        | 0,6                                                          |
| Total des votes                                              | Total des votes                                              | Total des votes                                              | 319 759                                                      | 100 %                                                        |
|                                                              | Les Démocrates prennent aux Républicains                     |                                                              |                                                              |                                                              |

### 2024
| Primaire Non-Partisane de 2024 du 3e district congressionnel de Washington | Primaire Non-Partisane de 2024 du 3e district congressionnel de Washington | Primaire Non-Partisane de 2024 du 3e district congressionnel de Washington | Primaire Non-Partisane de 2024 du 3e district congressionnel de Washington | Primaire Non-Partisane de 2024 du 3e district congressionnel de Washington |
| -------------------------------------------------------------------------- | -------------------------------------------------------------------------- | -------------------------------------------------------------------------- | -------------------------------------------------------------------------- | -------------------------------------------------------------------------- |
| Parti                                                                      | Parti                                                                      | Candidat                                                                   | Votes                                                                      | %                                                                          |
|                                                                            | Démocrate                                                                  | Marie Gluesenkamp Perez (sortante)                                         | 97 274                                                                     | 45,9                                                                       |
|                                                                            | Républicain                                                                | Joe Kent                                                                   | 83 389                                                                     | 39,3                                                                       |
|                                                                            | Républicain                                                                | Leslie Lewallen                                                            | 25 868                                                                     | 12,2                                                                       |
|                                                                            | Républicain                                                                | John Saulie-Rohman                                                         | 5 406                                                                      | 2,5                                                                        |
|                                                                            | Write-In                                                                   | Write-In                                                                   | 186                                                                        | 0,1                                                                        |

| Élection de 2024 du 3e district congressionnel de Washington | Élection de 2024 du 3e district congressionnel de Washington | Élection de 2024 du 3e district congressionnel de Washington | Élection de 2024 du 3e district congressionnel de Washington | Élection de 2024 du 3e district congressionnel de Washington |
| ------------------------------------------------------------ | ------------------------------------------------------------ | ------------------------------------------------------------ | ------------------------------------------------------------ | ------------------------------------------------------------ |
| Parti                                                        | Parti                                                        | Candidat                                                     | Votes                                                        | %                                                            |
|                                                              | Démocrate                                                    | Marie Gluesenkamp Perez (sortante)                           | TBD                                                          | TBD                                                          |
|                                                              | Républicain                                                  | Joe Kent                                                     | TBD                                                          | TBD                                                          |
| Total des votes                                              | Total des votes                                              | Total des votes                                              | TBD                                                          | 100 %                                                        |
|                                                              |                                                              |                                                              |                                                              |                                                              |